# آسیاب سلطان‌آباد
آسیاب سلطان آباد مربوط به دوره قاجار است و در شهرستان مشهد، بخش احمدآباد، دهستان پیوه ژن، ۲ک متری شرق روستای سلطان آباد واقع شده و این اثر در تاریخ ۲۷ اسفند ۱۳۸۶ با شمارهٔ ثبت ۲۲۲۹۴ به‌عنوان یکی از آثار ملی ایران به ثبت رسیده است.